# NGC 384
NGC 384 (другие обозначения — UGC 686, ARP 331, MCG 5-3-55, VV 193, ZWG 501.84, ARAK 26, Z 0104.7+3201, 4ZW 38, PGC 3983) — эллиптическая галактика (E3) в созвездии Рыбы.
Джон Дрейер описывал её «довольно слабая, довольна маленькая, на юго-западе из 2-х».
По оценкам, расстояние до Млечного Пути 196 миллионов световых лет, диаметр около 65 000 световых лет. Вместе с NGC 375, NGC 379, NGC 380, NGC 382, NGC 383, NGC 385, NGC 386, NGC 387 и NGC 388 он образует галактическую цепь Arp 331.
Хэлтон Арп разделил свой каталог на необычные галактики и на группы в соответствии с чисто морфологическими критериями. Эта группа галактик относится к классу (322—332) в Атласе пекулярных галактик.
Объект был обнаружен 1850 года астрономом Уильямом Парсонсом.
Галактика NGC 384 входит в состав группы галактик NGC 380. Помимо NGC 384 в группу также входят NGC 380 и UGC 714.